# IUPAC-ova nomenklatura organske kemije
IUPAC-ova nomenklatura organske kemije sistematski je način imenovanja organskih kemijskih spojeva prema prijedlogu Međunarodne unije za čistu i primijenjenu kemiju (IUPAC-a). Objavljen je u knjizi Nomenklatura organske kemije (koja je neslužbeno poznata kao Plava knjiga). U idealnom slučaju, svaki organski kemijski spoj trebao bi imati naziv iz kojeg se nedvojbeno može zaključiti strukturna formula. Postoji i IUPAC-ova nomenklatura anorganske kemije.
Za svakodnevnu komunikaciju, kako bi se izbjeglo dugotrajno opisivanje, službeni IUPAC-ovi prijedlozi se ne primjenjuju uvijek, osim kada je potrebno dati nedvojbenu i apsolutnu definiciju spoja, ili kad je IUPAC-ovo imenovanje jednostavnije (npr. etanol umjesto etilni alkohol). U suprotnom se može upotrebljavati i trivijalno ime, koje je često izvedeno iz izvora spoja. Nadalje, duža imena mogu biti manje sažeta od strukturnih formula.

## Osnovni principi
U kemiji se često koriste prefiksi, interfiksi i sufiksi za opisivanje vrste i položaja funkcijske skupine unutar kemijskog spoja.
Koraci imenovanja organskog spoja su:
1. Određivanje glavnog ugljikovog lanca. Taj lanac mora slijediti sljedeća pravila, po redu:
  1. Mora imati maksimalan broj supstituenata funkcionalne grupe.
  2. Mora imati najviše moguće višestrukih veza (dvostrukih, trostrukih, ...)
  3. Mora imati najviše moguće jednostrukih veza.
  4. Mora imati najveću moguću duljinu.
2. Određivanje funkcionalne skupine glavnog ugljikovog lanca
3. Određivanje bočnih lanaca. Bočni lanci su ugljikovi lanci koji nisu dio glavnog lanca, nego se granaju s njega.
4. Određivanje preostalih funkcionalnih skupina, ako ih ima, i imenovanje istih prema njihovim ionskim prefiksima (npr. hidroksi za -OH, oksi za =O, oksialkan for O-R, i sl.).
Različiti bočni lanci i funkcionalne grupe se grupiraju po abecednom redu. (Prefiksi di-, tri-, i dr. se ne grupiraju abecedno. Npr., etil dolazi prije dihidroksila ili dimetila, jer "e" u "etilu" dolazi prije "h" u "dihidroksil" i "m" u "dimetil". "di" se ne uzima u obzir). Kada su prisutni i bočni lanci i sekundarne funkcionalne skupine, pišu se kao jedna skupina, a ne kao dvije odvojene.
5. Prepoznavanje dvostrukih/trostrukih veza.
6. Određivanje broja lanca. To se radi brojanjem ugljikovih atoma u glavnom lancu u oba smjera (slijeva nadesno i zdesna nalijevo), te odabir broja koje prati sljedeća pravila, po redu
  1. Ima najmanji broj lokanta funkcioonalne skupine. Lokanti su brojevi na ugljikovim atomima na koje se direktno vežu supstituenti.
  2. Lokant na kojem je dvostruka veza je najmanji mogući.
  3. Ima najmanji mogući lokant za prefiksnu skupinu.
7. Određivanje broja supstituentima i vezama s pripadajućim lokantima. Ako ima više supstituenata/dvostrukih veza iste vrste, dodaje se prefiks koji pokazuje količinu istovrsnih supstituenata/dvostrukih veza ( di – 2 tri – 3 tetra – 4 a zatim kao za ugljične lance s dodanim 'a')

Brojevi za istu vrstu bočnog lanca će se uzlazno grupirati i pisat će se prije imena bočnog lanca. Ako su dva bočna lanca povezana na isti ugljikov atom glavnog lanca, broj će se pisati dvaput. Npr: 2,2,3-trimetil-. Ako postoje i dvostruke i trostruke veze, "en" (dvostruka veza) se piše prije "in" (trostruka veza). Kada se glavna funkcionalna skupina nalazi na kraju lanca, poput formilne ili karboksilne skupine), ne treba ju se označavati brojem.
1. Raspored ovog oblika: Grupa bočnih lanaca i sekundarnih funkcionalnih skupina s brojevima iz 3. koraka + prefiks glavnog ugljikovodičnog lanca (et, met) + dvostruke/trostruke veze s brojevima (ili "an") + sufiks primarne funkcionalne skupine s brojevima.
Kadgod piše "s brojevima", misli se na korištenje prefiksa (di-, tri-) između brojeva i riječi.
2. Stavljanje interpunkcija:
  1. Zarezi se stavljaju između brojeva (2 5 5 postaje 2,5,5)
  2. Crtica se stavlja između broja i riječi (2 5 5 trimetilheptan postaje 2,5,5-trimetilheptan)
  3. Riječi u nizu se stavljaju u jednu riječ (trimetilheptan postaje trimetilheptan)

Finalizirano ime bi trebalo izgledati ovako:

 #,#-di<bočni lanac>-#-<sekundarna funkcionalna skupina>-#-<bočni lanac>-#,#,#-tri<sekundarna funkcionalna skupina><prefiks glavnog lanca><Ako su sve veze jednostruke, koristi "an">-#,#-di<dvostruke vezegt;-#-<trostruke veze>-#-<glavna funkcijska skupina>

Bilješka: # označuje broj. Sekundarne funkcijske skupine i bočni lanci mogu izgledati drukčije jer se moraju poredati abecedno. Di- i tri- su korišteni kako bi se prikazao način korištenja. (di- nakon #,#, tri- nakon #,#,#, i sl.)
Primjer:

Primjer molekule s brojčano označenim ugljikovim glavnim lancem:

Zbog jednostavnosti, ista molekula je prikazana bez vodika u glavnom lancu:

Sad pratimo korake opisane gore:
1. Glavni ugljikovodični lanac ima 23 ugljikova atoma. Zove se trikosa-.
2. Funkcionalne skupine su dvije ketonske skupine.
  1. Skupine se nalaze na ugljikovim atomima 3 i 9. S obzirom na to da su dvije, pišemo 3,9-dion.
  2. Dodjeljivanje brojeva molekuli je bazirano na položaju ketonskih skupina. Kad se broji slijeva nadesno, ketonske skupine su na 3. i 9. ugljiku. Kad se broji zdesna nalijevo, ketonske skupine su na 15. i 21. ugljiku. 3 je manje od 15, pa ketoni imaju brojeve 3 i 9. Uvijek se koristi manji broj, a ne zbroj brojeva konstituenata.
3. Bočni lanci su: etil- na 4. ugljiku, etil- na 8. ugljiku, i butil- na 12. ugljiku. 
Bilješka: -O-CH3 na 15. ugljiku nije bočni lanac, nego metoksi funkcionalna skupina.
  - Dvije etil- skupine se kombiniraju pa tvore 4,8-dietil.
  - Bočni lanci se grupiraju na sljedeći način: 12-butil-4,8-dietil. (No to nije finalno grupiranje, jer se funkcionalne skupine mogu dodati između.)
4. Sekundarne funkcionalne skupine su: a hidroksi- na 5. ugljiku, kloro- na 11. ugljiku, metoksi- na 15. ugljiku, i bromo- na 18. ugljiku. Grupirano s bočnim lancima, to nam daje 18-bromo-12-butil-11-kloro-4,8-dietil-5-hidroksi-15-metoksi
5. U spoju su dvije dvostrue veze: jedna između 6. i 7. ugljika, a jedna između 13. i 14. ugljika. Zvale bi se "6,13-daen", ali zbog prisutstva alkina, to se mijenja u 6,13-dien. Trostruka veza se nalazi između 19. i 20. ugljikova atoma. Zvat će se 19-in
6. Spoj (s interpunkcijama) se zove: 18-bromo-12-butil-11-kloro-4,8-dietil-5-hidroksi-15-metoksitrikosa-6,13-dien-19-in-3,9-dion
7. Završno, zbog Cis-trans izomerije, moramo specificirati relativne orijentacije funkcionalnih skupina oko svake dvostruke veze. Za ovaj primjer imamo (6E,13E)

Potpuno ime spoja je (6E,13E)-18-bromo-12-butil-11-kloro-4,8-dietil-5-hidroksi-15-metoksitrikosa-6,13-dien-19-in-3,9-dion.

## Alkani
Alkani s ravnim lancem imaju sufiks "-an", a prefiks dobivaju s obzirom na broj ugljikovih atoma u lancu. Prvih par su:
| Broj ugljikovih atoma | 1   | 2  | 3    | 4   | 5    | 6    | 7    | 8   | 9   | 10  | 11    | 12    | 13     | 14       | 15       | 20    | 30       | 40        | 50        |
| Prefiks               | Met | Et | Prop | But | Pent | Heks | Hept | Okt | Non | Dek | Undek | Dodek | Tridek | Tetradek | Pentadek | Eikos | Triakont | Tetrakont | Pentakont |

Ciklički alkani imaju prefiks "ciklo-": npr., C4H8 je ciklobutan (razlikovati od butena) a C6H12 je cikloheksan (razlikovati od heksena).
Razgranati alkani dobivaju ime kao da imaju ravan lanac s razgranatim alkilnim skupinama. Stavlja se prefiks broja koji označuje ugljik na koji je skupina vezana, brojeći s kraja alkanskog lanca. Npr., (CH3)2CHCH3, poznatiji kao izobutan, se tretira kao propanski lanac s metil skupinom vezanom za središnji (2) ugljik, pa se zove 2-metilpropan. No, iako bi se ime 2-metilpropan moglo koristiti, lakše je i logičnije zvati ga metilpropan – metilna skupina ne može se vezati ni na jednom drugom ugljiku osim na drugom bez da lanac bude duži (što bi bio butan, a ne propan) pa je broj "2" nepotrebno koristiti.
Ako postoje nejasnoće u položaju substituenta, ovisno koji kraj alkana je označen kao "1", brojanje se vrši tako da je substituent na najmanjem mogućem broju. Npr., (CH3)2CHCH2CH3 (izopentan) ima ime 2-metilbutan, a ne 3-metilbutan.
Ako postoji više grana iste alkilne skupine, njihovi položaji odvajaju se zarezima, a prije skupine piše se prefiks di-, tri-, tetra-, i sl., ovisno o broju grana (e.g. C(CH3)4 2,2-dimetilpropan). Ako postoji više različitih grupa, dodaju se u abecednom redoslijedu, razdijeljene zarezima ili crticama. U primjeru se koristi najdulji mogući glavni lanac; prema tome, spoj se zove 3-etil-4-metilhexane, a ne 2,3-dietilpentan, iako oba naziva opisuju istu strukturu. Pefiksi di-, tri- ... se ne uzimaju u obzir tijekom abecednog redanja bočnih lanaca (npr. 3-etil-2,4-dimetilpentan, a ne 2,4-dimetil-3-etilpentan).

## Alkeni i alkini
Alkeni su kemijski spojevi u kojima glavni lanac u sebi ima dvostruku vezu.  Ime im se dodjeljuje ovisno o broju ugljikovih atoma glavnoga lanca, uz sufiks "-en" i infiks broja koji označuje na kojem se ugljikovom atomu nalazi dvostruka veza: CH2=CHCH2CH3 je but-1-en.
Višestruke dvostruke veze imenuju se -dien, -trien, ii sl., dok se u glavnom dijelu stavlja dodatno "a": CH2=CHCH=CH2 je buta-1,3-dien. Jednostavni cis i trans geometric izomeri mogu se označiti s prefiksom  cis- ili trans-: cis-but-2-en, trans-but-2-en. Međutim, cis- i trans- su relativni opisi. IUPAC konvencija je imenovanje svih alkena koristeći absolutne opise: Z- (ista strana) i E- (suprotna strana), prema Cahn–Ingold–Prelog prioritetnim pravilima.
Alkini se imenuju po istom principu, samo što im se dodjeljuje sufiks "-in" koji označava trostruku vezu: etin (acetilen), propin (metilacetilen).

### Alkoholi
Alkoholi (R-OH) dobivaju sufiks "-ol" s infiksom broja veznog mjesta: CH3CH2CH2OH je propan-1-ol. Sufiksi -diol, -triol, -tetraol, i sl., se koriste za višestruke -OH skupine: etilen glikol CH2OHCH2OH je etan-1,2-diol.
Ako postoje funkcijske skupine večeg presedana (vidi poredak skupina), uz broj ugljika za koji je vezan -OH koristi se prefiks "hidroksi": CH3CHOHCOOH je 2-hidroksipropanska kiselina.

### Alkilni halidi
Halogene funkcionalne skupine imaju prefiks veznog položaja, i oblik fluoro-, kloro-, bromo-, jodo-, i sl., ovisno o halogenu. Višestruke grupe su dikloro-, trikloro-, i sl., a više različitih grupa sortira se abecedno. Npr., CHCl3 (kloroform) je triklorometan. Anestetik Halotan (CF3CHBrCl) je 2-bromo-2-kloro-1,1,1-trifluoroetan.

### Ketoni
Općenito ketoni (R-CO-R) imaju sufiks "-on", i infiks veznog položaja: CH3CH2CH2COCH3 je pentan-2-on. Ako već postoji prefiks večeg prioriteta (vidi https://web.archive.org/web/20070625164600/http://eskola.chem.pmf.hr/odgovori/odgovor.php3?sif=3559),  koristi se prefiks "okso-": CH3CH2CH2COCH2CHO je 3-oksoheksanal.

### Aldehidi
Aldehidi (R-CHO) imaju sufiks "-al". Ako postoje i druge funkcionalne grupe, lancu se pripisuju brojevi tako da je ugljik s aldehidom na prvom ("1") mjestu, osim ako postoje funkcionalne skupine večeg prioriteta.
Ako već postoji prefiks večeg prioriteta (vidi https://web.archive.org/web/20070625164600/http://eskola.chem.pmf.hr/odgovori/odgovor.php3?sif=3559),  koristi se prefiks "okso-" (kao i za ketone), pa se broj veznog položaja piše na kraju: CHOCH2COOH je 3-oksopropanolna kiselina. Ako ugljik iz karbonilne skupine nije moguće uključiti u bočni lanac, (npr. u slučaju cikličkih aldehida), koristi se ili prefiks "formil-" ili sufiks "-carbaldehid": C6H11CHO je cikloheksankarbaldehid. Ako je aldehid spojen za benzen kao glavna funkcijska skupina, dodaje se sufiks benzaldehid.

### Karboksilne kiseline
Karboksilne kiseline dobivaju sufiks -ska kiselina. Slično aldehidima, zauzimaju "1." mjesto na glavnom lancu, no njihov se broj ne piše. Npr., CH3CH2CH2CH2COOH (Valerinska kiselina) zove se pentanska kiselina. Neke obične karboksilne kiseline imaju toliko rasprostranjena imena octena kiselina (etanska kiselina), kako se smatraju IUPAC imenima . U slučajevima karboksilnih kiselina spojenih za benzenski prsten, (Ph-COOH), one dobivaju naziv sličan Benzojevoj kiselini (benzenkarboksilna kiselina) ili njenim derivatima.
Ako postoji više karboksilnih skupina na istom glavnom lancu, može se koristiti sufiks "-karboksilna kiselina" (poput -dikarboksilna kiselina, -trikarboksilna kiselina, i sl.). U takvim slučajevima, ugljik u karboksilnoj skupini ne broji se kao dio glavnog ugljikova lanca. Isto vrijedi za prefiks, "karboksil-". Limunska kiselina je jedan od primjera; nazvana je 2-hidroksipropan-1,2,3-trikarboksilna kiselina, umjesto 3-karboksi-3-hidroksipentandionska kiselina.

### Eteri
Eteri (R-O-R) se sastoje od kisikovog atoma između dva ugljikova lanca. Kraći anac postaje prvi dio imena, uz promejnu sufiksa -an u -oksi, dok duži lanac postaje sufiks eterova imena. Prema tome, CH3OCH3 je metoksimetan, a CH3OCH2CH3 je metoksietan (a ne etoksimetan). Ako kisik nije na kraju glavnog alkanskog lanca, tad se cijela alkil-plus-eter skupina tretira kao bočni lanac pa se dodaje broj veznog položaja. Sukladno, CH3OCH(CH3)2 je 2-metoksipropan.

### Esteri
Esteri (R-CO-O-R') dobivaju nazive kao alkilni derivati karboksilnih kiselina. Alkilna (R') skupina se imenuje prva. Nakon nje se imenuje R-CO-O dio kao posebna riječ, ovisno o imenu karboksilne kiseline, uz promjenu sufiksa iz -ska kiselina u -oat. Npr., CH3CH2CH2CH2COOCH3 is metil pentanoat, a (CH3)2CHCH2CH2COOCH2CH3 je etil 4-metilpentanoat. Za estere poput etil acetata (CH3COOCH2CH3), etil formata (HCOOCH2CH3) ili dimetil ftalata kojima su osnove često korištene kiseline, IUPAC predlaže korištenje ovih, laičkih imena (engl.). Sufiks -oat prelazi u  -at. Neki jednostavni primjeri prikazani su iznad.
Ako alkilna skupina nije na kraju lanca, broj veznog položaja za esternu skupinu stavlja se kao infiks prije "-il": CH3CH2CH(CH3)OOCCH2CH3 može biti but-2-il propanoat ili but-2-il propionat.

### Amini i amidi
Amini (R-NH2) dobivaju nazive prema spojenom alkanskom lancu uz sufiks "-amine" (npr., CH3NH2 metanamin). Ako je potrebno, broj veznog položaja se može pisati kao infiks: CH3CH2CH2NH2 propan-1-amin, CH3CHNH2CH3 propan-2-amin. Prefiksni oblik je "amino-".
Sekundarni amini (oblika R-NH-R)imenuju se tako da najdulji ugljikov lanac povezan za dušikov atom postaje primarno ime amina; drugi lanac se piše kao prefiks alkilne skupine uz broj veznog mjesta napisan ukoso N: CH3NHCH2CH3 je N-metiletanamin. Za tercijarne amine (R-NR-R) vrijedi slično: CH3CH2N(CH3)CH2CH2CH3 je N-etil-N-metilpropanamin. Substituenti se sortiraju abecedno.
Amidi (R-CO-NH2) imaju sufiks "-amid", ili "-carboksiamid" ako se ugljik u amidnoj skupini ne uključuje u glavni lanac. Prefiksni oblik je "carbamoil-" ili "amido-".
Amidi s dodatnim substituentima na dušikovu atomu tretiraju se slično aminima: redaju se abecedno uz prefiks veznog mjesta N: HCON(CH3)2 je N,N-dimetilmetanamid.
| Prioritet | Funkcijska skupina                                                                                           | Formula                              | Prefiks                                                      | Sufiks                                                                                              |
| --------- | --- | ------------------------------------ | ------------------------------------------------------------ | --------------------------------------------------------------------------------------------------- |
| 1         | Kationi e.g. Amonijev                                                                                        | NH4+                                 | -onio- ammonio-                                              | -onijev -ammonij                                                                                    |
| 2         | Karboksilne kiseline Karbotiolne S-kiseline Karboselenolne Se-kiseline Sulfonske kiseline Sulfinske kiseline | –COOH –COSH –COSeH –SO3H –SO2H       | carboksi- sulfanilcarbonil- selanilcarbonil- sulfo- sulfino- | -olna kiselina* -tiolna S-kiselina* -selenolna Se-kiselina* -sulfonska kiselina -sulfinska kiselina |
| 3         | Derivati karboksilnih kiselina Esteri Alkilni halidi Amidi Imidi Amidini                                     | –COOR –COX –CONH2 –CON=C< –C(=NH)NH2 | R-oksikarbonil- halokarbonil- karbamoil- -imido- amidino-    | -R-oat -oil halide* -amid* -imid* -amidin*                                                          |
| 4         | Nitrili Izocijanidi                                                                                          | –CN –NC                              | cijano- izocijano-                                           | -nitril* izocijanid                                                                                 |
| 5         | Aldehidi Tioaldehidi                                                                                         | –CHO –CHS                            | formil- tioformil-                                           | -al* -tial*                                                                                         |
| 6         | Ketoni Tioni Seloni Teloni                                                                                   | =O =S =Se =Te                        | okso- sulfaniliden- selaniliden- telaniliden-                | -on -tion -selon -telon                                                                             |
| 7         | Alkoholi Tioli Selenoli Teluroli                                                                             | –OH –SH –SeH –TeH                    | hidroksi- sulfanil- selanil- telanil-                        | -ol -tiol -selenol -telurol                                                                         |
| 8         | Hideroperoksidi Peroksoli Tioperoksoli (Sulfenska kiselina) Ditioperoksoli                                   | -OOH -SOH -SSH                       | hidroperoksi- hidroksisulfanil- disulfanil-                  | -peroksol -SO-tioperoksol -ditioperoksol                                                            |
| 9         | Amini Imini Hidrazini                                                                                        | –NH2 =NH –NHNH2                      | amino- imino- hidrazino-                                     | -amin -imin -hidrazin                                                                               |

*Napomena: Ovi sufiksi, u kojima je ugljični atom dio glavnog lanca, su najčešći. Pogledajte članke o individualnim funkcijskim skupinama za više detalja.

## Nomenklatura trivijalnih imena
Trivijalna nomenklatura je stariji sustav imenovanja organskih spojeva. Primjeri su u tablici.
| Broj ugljika | Prefiks novijeg sustava | Trivijalno ime alkohola          | Trivijalno ime aldehida | Trivijalno ime kiseline |
| ------------ | ----------------------- | -------------------------------- | ----------------------- | ----------------------- |
| 1            | Met-                    | Metilni alkohol (drveni alkohol) | Formaldehid             | Mravlja kiselina        |
| 2            | Et-                     | Etil alkohol (žitni alkohol)     | Acetaldehid             | Octena kiselina         |
| 3            | Prop-                   | Propil alkohol                   | Propionaldehid          | Propionska kiselina     |
| 4            | But-                    | Butil alkohol                    | Butyraldehid            | Maslačna kiselina       |
| 5            | Pent-                   | Amil alkohol                     | Valeraldehid            | Valerijanska kiselina   |
| 6            | Heks-                   | Caproil alkohol                  | Caproaldehid            | Kapronska kiselina      |
| 7            | Hept-                   | Enantil alkohol                  | Enantaldehid            | Enantoic kiselina       |
| 8            | Oct-                    | Kapril alkohol                   | Kaprilaldehid           | Kaprilna kiselina       |
| 9            | Non-                    | Pelargonic alkohol               | Pelargonaldehid         | Pelargonska kiselina    |
| 10           | Dec-                    | Kapric alkohol                   | Kapraldehid             | Kaprinska kiselina      |
| 11           | Undec-                  | -                                | -                       | -                       |
| 12           | Dodec-                  | Lauril alkohol                   | Lauraldehid             | Laurnska kiselina       |
| 13           | Tridec-                 | -                                | -                       | -                       |
| 14           | Tetradec-               | Miristil alkohol                 | Miristaldehid           | Miristinska kiselina    |
| 15           | pentadec-               |                                  |                         |                         |
| 16           | Heksadec-               | Cetil alkohol Palmitil alkohol   | Palmitaldehid           | Palmitinska kiselina    |
| 17           | Heptadec-               | -                                | -                       | Margaric kiselina       |
| 18           | Octadec-                | Stearil alkohol                  | Stearaldehid            | Stearinska kiselina     |
| 20           | Eicos-                  | Arachidil alkohol                | -                       | Arachidic kiselina      |
| 22           | Docos-                  | Behenil alkohol                  | -                       | Behenic kiselina        |
| 24           | Tetracos-               | Lignoceril alkohol               | -                       | Lignoceric kiselina     |
| 26           | Hexacos-                | Ceril alkohol                    | -                       | Cerotic kiselina        |
| 28           | Octacos-                | Montanil alkohol                 | -                       | Montanic kiselina       |
| 30           | Triakont-               | Melissil alkohol                 | -                       | Melissic kiselina       |
| 32           | Dotriakont-             | Lacceril alkohol                 | -                       | Lacceroic kiselina      |
| 33           | Tritriakont-            | Psillic alkohol                  | -                       | Psillic kiselina        |
| 34           | Tetratriakont-          | Geddil alkohol                   | -                       | Geddic kiselina         |
| 35           | Pentatriakont-          | -                                | -                       | Ceroplastic kiselina    |
| 40           | Tetrakont-              | -                                | -                       | -                       |

### Ketoni
Trivijalna imena za ketone mogu se dobiti imenovanjem dvije alkilne ili arilne skupine povezane na karbonilnu skupinu kao zasebne riječi, koje slijedi riječ keton.
- Aceton
- Acetofenon
- Benzofenon
- etil izopropil keton
- Dietil keton

Prva tri imena smatraju se prihvatljivim IUPAC imenima.

### Aldehidi
Trivijalno ime aldehida dobiva se iz trivijalnog imena karboksilne kiseline, odbacivanjem "kiselina" i zamjenom sufiksa u -aldehid.
- Formaldehid
- Acetaldehid

## Ioni
IUPAC nomenklatura sadrži i pravila za imenovanje iona (vidi ovdje). 

### Hidron
Hidron je opći pojam za vodikov kation; međutim, procij, deuterij i tricij su hidroni. Hidrona nema u težim izotopima.

### Glavni hidridni kationi
Jednostavni kationi stvoreni dodavanjem hidrona na hidrid halogena, halkogena ili nekog elementa dušikove skupine dobivaju naziv dodavanjem sufiksa "-onij" na korijen imena: H4N+ is amonij, H3O+ je oksonij, a H2F+ je fluoronij. Amonij je prisvojen umjesto nitronija, koji označava NO2+.
Ako glavni element hidrida nije halogen, halkogen ili element dušikove skupine, dodaje se sufiks "-ij" na ime neutralnog hidrida. H5C+ je metanij, HO-(O+)-H2 je dioksidanij (HO-OH je dioksidan), a H2N-(N+)-H3 je diazanij (jer je H2N-NH2 diazan).

### Kationi i supstitucija
Gornji kationi nisu striktno organski jer ne sadrže ugljik (osim metanija). Međutim, mnogi organski kationi dobivaju se substitucijom nekog elementa ili funkcijske skupine na vodikovo mjesto.
Ime svake supstitucije ima prefiks hidridnog kationa. Ako se dogodi više supstitucija na istoj funkcijskoj skupini, tad se broj uvodi kao prefiks: "di-", "tri-" i sl. (CH3)3O+ je trimetiloksonij. CH3F3N+ je trifluorometilamonij.

## Vanjske poveznice
- (engl.) IUPAC Nomenklatura organskre kemije  Arhivirana inačica izvorne stranice od 8. lipnja 2011. (Wayback Machine) (online verzija "Plave Knjige")
- (engl.) IUPAC prijedlozi za organsku i biokemijsku nomenklaturu, simbolizam, terminologiju i sl. (uključuje i IUBMB prijedloge za područje biokemije)
- (engl.) Bibliografija IUPAC prijedloga za organsku kemiju (zadnja nadopuna 11. travnja 2003.)
- (engl.) ACD/Name Softver za generiranje sistematske nomenklature
- (engl.) ChemAxon Name <> Structure – Program koji omogućava pretvorbu imena u strukturu i obrnuto.